# Kevin Harrington
Kevin Harrington est un acteur australien né le 4 septembre 1959 à Melbourne en Australie. Kevin Harrington est peut-être plus connu dans le rôle David Bishop du soap opera Australien Neighbours.

## Filmographie partielle
- 2000 : The Dish de Rob Sitch
- 2010 : Red Hill de  Patrick Hughes